# Hospital Asil de Sant Jaume
L'Hospital Asil de Sant Jaume o Hospital Sociosanitari Sant Jaume de Blanes és un hospital situat al carrer Argelós del municipi de Blanes a la comarca de la Selva. És gestionat per la Corporació de Salut del Maresme i la Selva. L'edifici és una obra inclosa en l'Inventari del Patrimoni Arquitectònic de Catalunya.

## Edifici
Edifici que consta de tres cossos, és a dir dos de laterals i un de central, el qual està encabit, mentre que els dos laterals sobresurten del pla, estan sobrelevats respecte al cos central. Els dos cossos laterals són similars i segueixen la mateixa distribució: és a dir, dos pisos, es repeteix el mateix entramat en la disposició i articulació de les obertures. En els extrems del parament hi ha finestres dobles, mentre que en el centre finestra simple, combinació entre arcs apuntats en el pis superior, i arcs de mig punt rebaixats, en el pis inferior. Les motllures de les finestres són fetes en rajol, seguint la modalitat d'obra vista, igual que als extrems de l'edifici.
També cal ressaltar l'àmplia decoració de ceràmica vidriada: des de les finestres del pis inferior decorades amb motius florals, passant per la cornisa amb trèvols de quatre fulles amb una flor al centre, o el coronament a diferents nivells intercalats, fins a la cornisa contínua que rodeja tot el perímetre de l'edifici menys la capçalera de la capella, s'imbueixen i són impregnats d'aquest ornat de ceràmica verda vidriada.
Pel que fa al cos central, el qual conté la capella, guarda unes similituds importants amb els dos cossos laterals, però introdueix diferències importants. Disposa de dos pisos, en l'articulació del parament per mitjà d'obertures, es combinen tres tipos: arc apuntat – es concentren en els laterals. Al pis superior són minúscules, mentre que a l'inferior són més grossos, arc de mig punt rebaixat —al centre del pis superior— i dintell esgraonat —al centre del pis inferior. Les motllures de les finestres són resoltes en rajol d'obra vista. En aquest cos central, també és partícip l'ornament de caràcter vidriat. Aquest es concentra sobretot en dos punts concrets: per una banda, les mènsules que sostenen la cornisa, intercalades hi ha uns òculs o petits medallons estrellats. Mentre que per l'altra, la cornisa contínua de ceràmica vidriada.
El coronament té tota una sèrie d'elements prototípics i molt recurrents i amb molta tradició a la vila: com ara la balustrada clàssica, el campanar d'espadanya – amb una campana verda, que es podria associar amb la tonalitat de la ceràmica vidriada. Als laterals hi ha dos pilars elevats, un per cada banda, en els quals s'indica 1923, l'any de construcció de la capella.
De la part posterior i secundària de l'edifici, cal remarcar sobretot la capçalera de la capella, que sobresurt extraordinàriament de l'edifici, la qual està ornada amb vitralls als laterals.

## Història

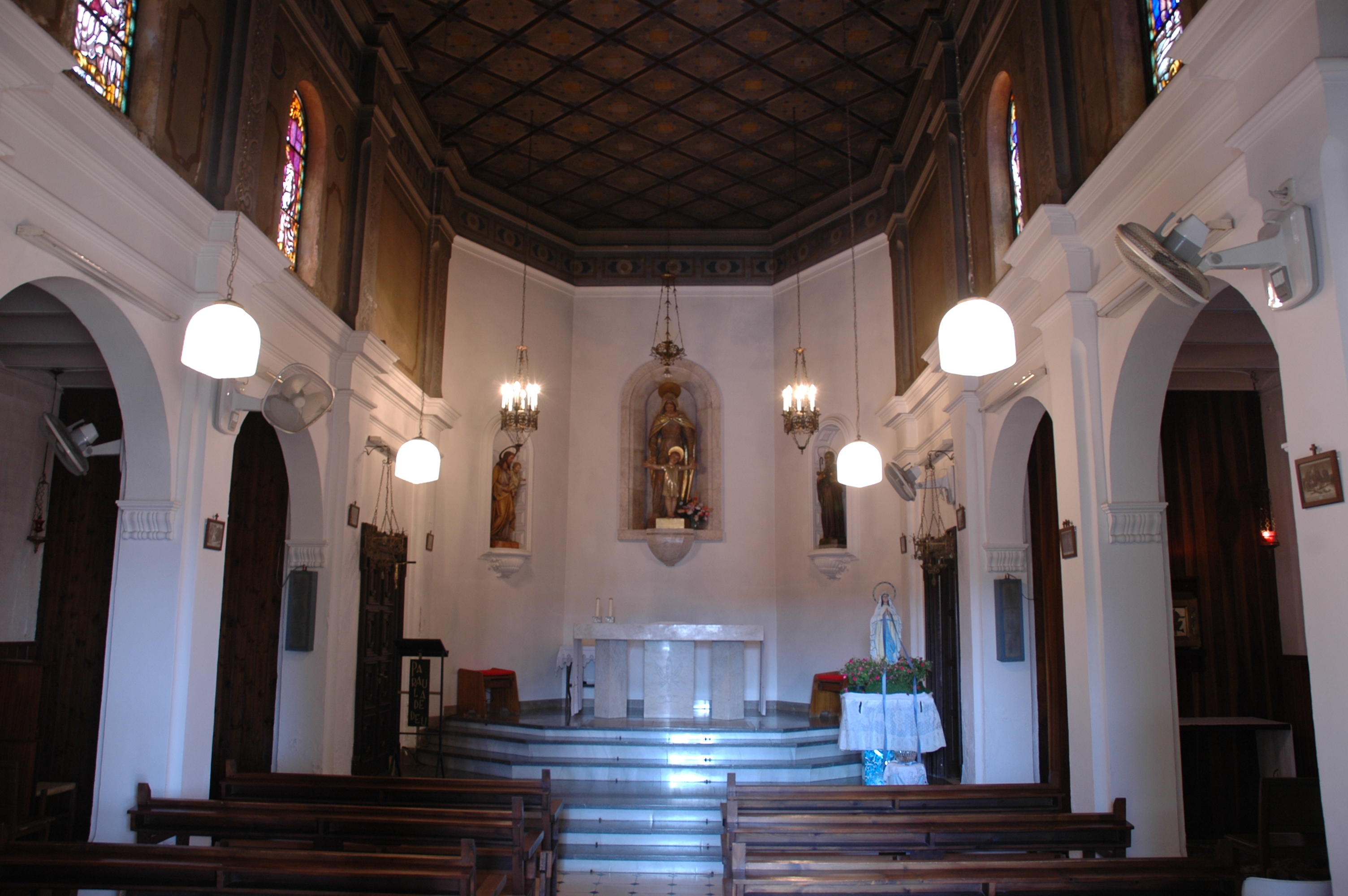
Interior de la capella

### Origen
L'hospital primitiu es troba documentat amb certesa, per primera vegada l'1 d'agost de 1423, tal com ho certifica la presència del bisbe Andreu Bertran. Aquest hospital primitiu, era dins del recinte emmurallat de la vila, entre els carrers actuals de Sant Jaume, Theolongo Baccio i Hospital. Va experimentar diverses transformacions, però el que sí que és cert és que sempre va romandre al mateix lloc, fins a l'any 1913 quan va ser traslladat al paratge que ocupa actualment. No se sap amb exactitud el dia de fundació, però el primer document que parla de l'Hospital de Blanes diu «que el dia 9 de gener de 1369, el bisbe de Girona va donar llicència per recollir donatius per l'Hospital de Blanes». En aquesta data l'hospital més que una casa de salut, era un alberg de pobres on se'ls admetia tant si estaven bons com si patien alguna malaltia. La vertadera estructura hospitalària, la trobem el 1423, quan es construïa la capella, que un cop acabada l'any 1468, va rebre l'autorització per a celebrar-hi missa.
A causa de la guerra, l'any 1471 la capella de l'Hospital va servir provisionalment de parròquia, perquè era més apropiat assistir aquí que no pas a Santa Maria. L'any 1496, el bisbe va autoritzar als jurats de la vila i als obrers de la parròquia la pesca els dies de festa per tal d'ampliar les obres de l'hospital. No se sap d'on va sorgir la idea de construir-lo ni qui va prendre part en la composició dels seus reglaments. Els responsables del funcionament i control depenien directament de la parròquia i de la Universitat de Blanes. Aquesta correspondència es mantindrà fins al segle xx.
El dia 30 d'octubre de 1661, l'hospital ja feia molts anys que existia, i era en condicions bastants pèssimes de conservació, el que va provocar que es contractés a l'arquitecte Miquel Nogués, el qual va emprendre ràpidament les obres de restauració de l'hospital. El 12 d'agost de 1858, l'hospital a part de desenvolupar les  funcions primigènies, també es convertirà en hospici quan es va trobar un nadó abandonat a les portes de l'hospital. D'aquesta manera, l'hospital, a més de ser de malalts i pobres, també ho era dels abandonats i desemparats. Ll'1 de desembre de 1860, es va dotar l'hospital d'un espai sorprenent i inaudit, com era el teatre, el qual es convertirà en el primer local de la vila on es feien representacions teatrals. El teatre era dintre de l'hospital, en el lloc on durant tants segles va ocupar la capella, i que va ser tancada entorn dels anys 1838-39, quan es va habilitar-ne una altra de més petita.

### Segle XX
El nou segle xx comportà canvis decisius en l'Hospital, com ara el canvi d'emplaçament. El 26 de novembre de 1910, es dona compte d'un informe emès per la Junta Municipal de Sanitat en el qual s'esmenta que els terrenys situats a l'Horta de la Perla reuneixen les condicions higièniques adients per edificar-hi el nou hospital. El reverend de la parròquia de Blanes mossèn Jaume Arcelos i Roura ofereix a l'ajuntament de comprar aquests terrenys junt amb una finca, i cedir-los al municipi perquè s'hi construeixi l'hospital. D'altra banda, el vell hospital del carrer de Theolongo Bacchio, amb penes i treballs s'aguantava dret i li convenia una reparació en profunditat.
El 23 de novembre de 1910, l'ajuntament accepta el donatiu de mossèn Jaume Arcelos per comprar els terrenys, i d'aquesta manera l'ajuntament ja era propietària d'aquests terrenys del futur hospital. Es va formar una comissió encarregada de confeccionar els plans, i cercar prou mitjans per a tirar-lo endavant. El reverend Jaume Arcelos, Joan Burcet i Agustí Vilaret, en data de 24 de gener de 1912, van demanar a l'ajuntament permís per construir, el nou hospital, que seria propietat del municipi i que va ser inaugurat el 24 de març de 1913.
El 3 de març de 1913, l'arrendador del quarter de la Guardia Civil, afirmava que havia menester de la finca per a derruir-la i aixecar-ne una altra. L'ajuntament ofereix a la Guàrdia Civil, l'edifici de l'hospital antic, fetes les degudes reparacions, ja que era imminent la inauguració de l'hospital nou. Poc temps després de la inauguració, l'hospital donava un ple servei a la població. Dins de la història, l'hospital de Sant Jaume s'ha fet servir per diferents activitats: curar malalts, d'hospici, escola pública, teatre de la població, sala d'actes. Després de servir a la vila durant 449 anys, va ser declarat Caserna de la Guàrdia Civil, però com que no reunia les condicions de seguretat necessàries exigides pel Govern, va servir com a presó local.
El 19 d'agost de 1924, s'inaugura solemnement la nova capella de l'hospital de Sant Jaume amb un ofici solemne. El 31 de desembre de 1953, davant del notari de Blanes, l'hospital passa a anomenar-se Hospital-Asil de Sant Jaume, i és que era necessari ampliar les funcions que desenvolupava l'establiment. No n'hi havia prou que l'hospital pogués acollir els vells i desemparats que es trobessin sols. D'altra banda, s'havia d'atorgar a l'hospital una personalitat jurídica pròpia i independent, i dotar-la del seu corresponent patrimoni.